# Kaito Yamamoto
Kaito Yamamoto (Shimizu-ku, 10 de julho, de 1985) é um futebolista profissional japonês, goleiro, milita no Vissel Kobe.

## Carreira
Yamamoto fez parte do elenco da Seleção Japonesa de Futebol, nas Olimpíadas de 2008. 